# Pssst
Pssst — аркадная компьютерная игра в жанре экшен, разработанная братьями Тимом и Крисом Стэмперами и изданная в июне 1983 года компанией Ultimate Play the Game.
В Pssst игрок управляет роботом, который занимается садоводством. Однако его сад заполнен вредителями, которые хотят съесть выращиваемое растение и, чтобы этому воспрепятствовать, у робота есть несколько видов спреев. Игровые механики базируются как на разнообразном поведении вредителей в зависимости от их типа, так и на различной восприимчивости врагов к тому или иному виду спрея. Для прохождения уровня игроку необходимо защитить растение так, чтобы оно выросло до определённой высоты, а после нескольких уровней робот может вырастить «свою мечту».
Изначально игра была выпущена в Великобритании, позднее Ultimate Play the Game распространяла Pssst во Франции. В Испании дистрибуцией занимались компании Microbyte и Ventamatic, где игра вышла под названием Fumigator. Pssst является одной из первых игр, которые распространялись через картриджи ZX Interface 2, которые выпускались Sinclair Research с октября 1983 года. Известно не менее семи выпущенных до 1988 года сборников, в состав которых входила Pssst. Игра имеет несколько ремейков.
Игровой прессой Pssst была встречена положительно: были высоко оценены графика и анимация, имели место хорошие отзывы за увлекательность и оригинальность игрового процесса. Pssst получила награду Golden Joystick Awards, заняв 2-е место в номинации «Самая оригинальная игра 1983 года». Pssst внесла вклад в становление Ultimate Play the Game и относится к одной из игр, задавших стандарт качества для аркад своего времени.

## Игровой процесс

Игровой процесс Pssst: Робби с баллончиком находится справа-вверху, на полках стоит ещё два баллончика и бонус-лопатка; у растения выросло два листа, а внизу стебля присосался один из вредителей.

События Pssst происходят в двумерном мире плоскости одного экрана, где игрок управляет главным персонажем — роботом Робби (англ. Robbie), который выращивает растение Thyrgodian Megga Chrisanthodil в своём саду. Это оказывается непростой задачей, так как сад внезапно заполоняет множество вредителей. Робот подготовился к такому развитию событий, и для этого у него есть баллончики со спреями, позволяющие бороться с вредителями. Если Робби бросит растение, то оно погибнет, и задачей игрока является защита Thyrgodian Megga Chrisanthodil до тех пор, пока оно не вырастет.
Робот может перемещаться во всех направлениях, и при этом он может держать в руках один из спреев. На экране имеется десять «мест-полок» (см. илл.), где стоят три баллончика. Если Робби берёт один из спреев, то он держит его до тех пор, пока не поставит на свободное место-полку. Пользуясь баллончиком, робот стреляет по горизонтали и таким образом может убивать или парализовывать врагов. Всего имеется три вида спреев — газовый, водный и репеллент. В то же время существует три типа врагов, и игровая механика такова, что каждый тип спрея убивает только один из видов вредителей, парализует другой и не наносит вреда третьему. Соответственно, игроку необходимо в зависимости от ситуации использовать соответствующий ей вид спрея.
У растения могут быть проблемы только с вредителями, которые присасываются к стеблю. Если на стебле растения никого нет, то оно растёт вверх, у него появляются листья, а по достижении некоторой высоты Thyrgodian Megga Chrisanthodil расцветает, что приводит к прохождению уровня. Чем больше к растению присасывается паразитов, тем больше они наносят вреда, который выражается в замедлении, остановке роста, а затем и приводит к уменьшению высоты растения. Нанесение вреда проявляется и в потере листьев Thyrgodian Megga Chrisanthodil, от числа которых зависит скорость роста. Если растение уменьшается до некоторого уровня, то игрок теряет жизнь. Всего на начало игры даётся 5 жизней, которые могут быть потеряны не только из-за ущерба растению, но и от соприкосновения робота с вредителями.
Время роста составляет в зависимости от уровня от 2 до 5 минут. На первом уровне оппонентами игрока выступают только гусеницы, на втором вместе с гусеницами Робби противостоят жуки, а на третьем появляются осы. В зависимости от типа вредители имеют разное поведение: гусеницы двигаются почти горизонтально и отталкиваются от краев сада, жуки перемещаются по горизонтали и диагонали, а осы целенаправленно атакуют Робби или напрямую летят к растению. По мере прохождения сад заполняет все больше и больше вредителей, и таким образом игра усложняется. После прохождения пятого уровня Робби выращивает «свою мечту» (англ. Robbie's ultimate dream), но на этом игра не останавливается. Очки игрок получает за уничтожение вредителей и за бонусы, которые появляются на местах-полках, но их можно взять только тогда, когда в руках у робота нет спрея.
Pssst предлагает режимы для одного и двух игроков — в последнем случае у каждого из пользователей своя независимая игра, и они поочерёдно сменяют друг друга в случае потери жизни.

## Разработка и выпуск
Игра разрабатывалась братьями Тимом и Крисом Стэмпер, первый из которых в компании Ultimate Play the Game в основном брал на себя роль художника, а второй программиста. Основатели компании Ultimate Play the Game имели опыт в разработке игр для аркадных автоматов, и Pssst стала второй из игр, созданных после перехода к домашним компьютерам. По словам разработчиков, в это время у них имелись наработки в сотнях различных игровых механик, и при создании игры они комбинировали задуманные идеи, одним из результатов чего стала Pssst.
Сообщения о предстоящем выпуске игры с возможностью предварительного заказа появились в прессе в мае 1983 года, сама же игра была выпущена компанией Ultimate Play the Game в июне. Выпуск игры на картридже ZX Interface 2 состоялся в октябре того же года, и дистрибуцией этого картриджа занималась Sinclair Research. Pssst стала одной из первых игр, которая использовала не только загрузку с компакт-кассеты, но и картридж ZX Interface 2. Последний позволял запускать игру без необходимости загрузки с кассеты, которая занимала несколько минут.
Ultimate Play the Game издала Pssst не только в Великобритании, но и во Франции. Распространением в Испании занимались компании Microbyte и Ventamatic, где игра вышла под названием Fumigator (с исп. — «фумигатор»). Компания Monser S.A. выпустила Pssst на испанском рынке в четырёх сборниках — Tus Juegos Single 3B, Tus Juegos 3, Software Magazine issue 01 и Software Magazine Serie Oro No 1 — первые три вышли в 1984, а последний в 1985 году. В 1986 году в Великобритании компанией Boots Pssst была издана в составе сборника 10 Titles for the Spectrum Plus.
В феврале 1987 года вышло два сборника по четыре игры компании Ultimate Play the Game под названием Unbelievable! Ultimate (с англ. — «Невероятно! Ultimate»), в первый из которых была включена Pssst. Данный сборник позиционировался как часть истории программирования, и в него вошли игры, которые работали на версии 48K ZX Spectrum. В августе 1988 года Pssst была издана в составе сборника Ultimate: The Collected Works (с англ. — «Коллекция работ Ultimate»), в который вошли лучшие игры компании Ultimate Play the Game.
Отмечается, что имели место неоднократные попытки создания ремейков на Pssst. Одним из известных является ремейк на платформе Amiga, разработанный и изданный в 1995 году Гэри Гулдом (англ. Gary Gould), в котором была перерисована графика, но игровой процесс остался таким же.

## Оценки и мнения

### Приём
| Иноязычные издания      | Иноязычные издания                           |
| Издание                 | Оценка                                       |
| ----------------------- | -------------------------------------------- |
| Home Computing Weekly   | [ 6 ]                                        |
| Your Computer           | [ 4 ]                                        |
| ZX Computing            | 27,5/30                                      |
| Personal Computer News  | [ 8 ]                                        |
| Награды                 |                                              |
| Издание                 | Награда                                      |
| Golden Joystick Awards  | Самая оригинальная игра 1983 года, 2-е место |
| Personal Computer Games | Номинатор в «Игра года» (1983)               |

Игровая пресса встретила Pssst положительно, высоко оценив качество графики и анимации, а также отметив увлекательность и оригинальность игрового процесса.
Яркая графика и плавность анимации были выделены критиками Home Computing Weekly, ZX Computing и Crash, а Your Computer отметил «исключительное качество графики».
В Home Computing Weekly игру назвали «определённо увлекательной», а в ZX Computing охарактеризовали Pssst как очень профессионально разработанную и изданную игру, у которой оригинальный, приятный и увлекательный игровой процесс. Критики Your Computer нашли сходство игровых механик с теми, которые присутствовали в ранее выпущенной той же компанией игрой Jetpac, но назвали Pssst «освежающе новой». Crash описал Pssst как отличную играбельную игру, которая «удовлетворит всех пользователей 16K версии ZX Spectrum». В Personal Computer News сообщили, что сеттинг игры выделяется среди прочих, поскольку главному герою не приходится «спасать Вселенную», а игровой процесс построен на выполнении более простых задач, которые от этого не становятся менее сложными. Издание вынесло следующий вердикт:
Pssst, превосходная и забавная игра со своей изюминкой, красочная и быстрая, будет вызовом для любого, даже если вы не относитесь к умелым садоводам. На самом деле, если вы будете играть столько же, сколько я, то, вероятно, ваши пальцы покраснеют от слишком долгого стука по клавишам или использования джойстика.
Оригинальный текст (англ.)An excellent and amusing game with a difference, colourful and quick, Pssst should provide a challenge to anyone, even if you don't have green fingers. In fact if you play the game as long as I did, you'll probably end up with red ones from too much bashing the keyboard or joystick.
Звуковые эффекты в Home Computing Weekly были описаны как «скорее мелодичные, нежели надоедливые», а редакция Crash посчитала, что звуковое оформление отличное. Во втором выпуске журнала Crash авторы обзора сообщили, что хорошо реализован контроль персонажа, а также было отмечено, что программа выполнена в машинном коде (что в те времена обеспечивало быстродействие и более качественную графику, отмеченную рецензентами наряду со звуковым сопровождением). В августе 1983 года Home Computing Weekly сделала заключение, что Pssst публика встретила так же тепло, как и предыдущую игру Jetpac, которая стала хитом.
Pssst получила награду Golden Joystick Awards, заняв 2-е место в номинации «Самая оригинальная игра 1983 года». Personal Computer Games в январе 1984 года своём рейтинге хитов продаж (англ. PCG Soft Hits list) поставил Pssst на 40-е место. Personal Computer Games номинировал Pssst на награду в категории «Игра 1983 года», обосновав свой выбор увлекательностью и оригинальностью игры, а также известностью её графики и анимации.

### В ретроспективе
Интерес к игре сохранялся длительное время. Так, в сентябре 1988 года Your Sinclair по случаю выхода сборника Ultimate: The Collected Works охарактеризовал Pssst как предельно простую и увлекательную игру, а в декабре 1988 года редакция Crash назвала Pssst «всё ещё захватывающей».
В 2009 году в публикации Retro Gamer, посвященной Pssst, было сказано, что она обладает великолепным игровым процессом, яркой графикой, милым персонажем и интригующим названием и сеттингом. Дополнительно было отмечено, что появившиеся позже ремейки не смогли превзойти Pssst, так как очень сложно улучшить оригинальный концепт, и «очарование теряется» при сравнении с Pssst. Рецензент пришёл к выводу, что Pssst в свое время уже обладала всеми необходимыми ингредиентами для разрабатываемых современных казуальных игр типа pick-up-and-play (с англ. — «бери и играй», то есть лёгкие в освоении).

## Влияние
Ultimate Play the Game стала компанией с известным именем среди разработчиков программного обеспечения через несколько недель после выпуска Jetpac и Pssst, что дало старт её дальнейшему развитию. На становление Ultimate Play the Game повлияли такие факторы, как предложенное качество графики, высокое по сравнению с другими играми этого времени, увлекательность разрабатываемых игровых механик и предложение на рынке картриджа ZX Interface 2. Игры Pssst и Cookie стали рассматриваться как задавшие стандарт качества для разработчиков аркад своего времени. Уже вскоре после основания Ultimate Play the Game позиционировала себя как «самая опытная команда дизайнеров аркадных игр в Великобритании», а изданные игры стали одними из первых, которые вышли на рынки США и Японии.